# 1573
Évszázadok: 15. század – 16. század – 17. század
Évtizedek: 1520-as évek – 1530-as évek – 1540-es évek – 1550-es évek – 1560-as évek – 1570-es évek – 1580-as évek – 1590-es évek – 1600-as évek – 1610-es évek – 1620-as évek
Évek: 1568 – 1569 – 1570 – 1571 –  1572 – 1573 – 1574 – 1575 – 1576 – 1577 – 1578

## Események

### Határozott dátumú események
- február 9. – A Zágráb felmentésére érkező magyar hadak szétverik a horvát parasztok gyülevész seregét a Stubica melletti ütközetben, s a vezérüket is elfogják.
- február 15. – A zágrábi Szent Márk téren izzó vastrónra ültetve végzik ki Gubecz Máté horvát parasztvezért, az előző évben Horvát–Szlavónországban végigsöpört horvát parasztháború vezérét.
- szeptember 13. – A Jagelló-ház kihalása miatt a lengyel rendek Valois Henriket hívják meg a trónra.[1]

## Születések
- február 4. – Káldi György jezsuita atya, az első magyar katolikus bibliafordítás készítője († 1634)
- július 15. – Inigo Jones angol festő, rajzoló, díszlettervező és építész († 1652)

## Halálozások
- március 3. – II. Claude d’Aumale, a francia vallásháborúk katolikus pártjának egyik vezetője (* 1526)
- március 13. – Michel de L’Hospital francia kancellár, jogász, diplomata (* 1505 k.)
- június 15. – Verancsics Antal királyi helytartó, bíboros, diplomata, történetíró (*  1504)
- az év folyamán (április 2. után) - Koháry Imre végvári vitéz.

## Európai időjárás
November közepétől március végéig fagyos téli idő Nyugat-, Közép- és Dél-Európában és a Balti-tengeren. A Boden-tó és a Zürichi-tó befagyott.